# Sion Sono
Sion Sono (園 子温, en kanji, Sono Shion en rōmaji;  nascut al desembre de 1961, a Toyokawa, Japó) és un director de cinema i poeta japonès. Reconegut internacionalment i guardonat amb múltiples premis en diversos festivals de cinema de prestigi (Festival Internacional de Cinema de Berlín, Festival Internacional de Cinema de Karlovy Vary, Festival Internacional de Cinema Fantàstic de Catalunya, BAFF), per a la pel·lícula Ai no mukidashi (2008), ha estat anomenat "el cineasta més subversiu que treballa avui al cinema japonès",, un "cineasta estakhanovista" amb una carrera "idiosincràtica".

## Inicis de la seva carrera
Sono va començar la seva carrera com a poeta en 1978 quan només tenia 17 anys d'edat. Els seus poemes van aparèixer en publicacions populars japoneses com "The Modern Poem Book". Posteriorment, es va matricular en la Universitat Hosei, però va deixar l'escola a mitjan curs i va començar a fer pel·lícules de 8 mm. En 1985, va debutar en el Festival de Cinema PIA amb un curtmetratge experimental de 30 minuts, Ori wa Sion Sono da!, una selecció de la seva poesia que es va llegir en la pantalla. En 1987, va participar amb la pel·lícula Otoko no Hanamichi, i va guanyar el Gran Premi.

## Característica cineasta
Després de rebre una beca amb PIA, Sono va fer el seu primer llargmetratge 16 mm en 1990, Jitensha Toiki, el qual coescribió, va dirigir i va protagonitzar ell mateix. Jitensha Toiki va tenir gran èxit de taquilla al Japó, i durant gairebé dos anys es va presentar en més de 30 festivals de cinema de tot Europa i Àsia. En 1992, la segona pel·lícula de Sono va ser Heya, també escrit per ell mateix, una estranya història sobre un assassí en sèrie a la recerca d'una habitació en un barri trist, en un districte de Tòquio, va participar al Festival de Cinema de Sundance i va guanyar el Premi Especial del Jurat. Heya també va recórrer 49 festivals a tot el món, incloent-hi el Festival de Cinema de Berlín i el Festival de Cinema de Rotterdam.
En aquesta etapa Sono va aparèixer com a actor en la pel·lícula Kirai... Janaiyo, i en 1994 va cridar l'atenció dels aclamats directors francesos Jean-Jacques Beineix i Jackie Bastide, que utilitzaven material de poesia de Sion Sono, i el van entrevistar per al seu famós documental, Otaku, sobre l'estil de vida otaku i post-modernisme al Japó. No obstant això, Sono va aparèixer com l'oposat d'un otaku, el material usat era d'ell, dels seus ingressos d'activitat i de les actuacions del seu grup. Otaku va ser un èxit i la fama el va fer guanyar tant com un poeta i figura prominent al cinema independent japonès.
Sion Sono també va seguir per a dirigir i escriure diverses pel·lícules, com ara Keiko Desukedo (una pel·lícula sobre la vida solitària d'una cambrera) en 1997 i el curt Kaze en 1998.

## Primers projectes
Tornant a les arrels de poeta, en 1997 Sion Sono va dur a terme una actuació polèmica, un projecte anomenat Tòquio GAGAGA, que va elevar la seva popularitat en la comunitat poètica al Japó. El projecte en si va ser una actuació estesa que Sion Sono i un grup que ell va fundar havien fet abans en curts períodes. El rendiment ofert era d'una protesta amb pintures entorn de diversos llocs populars i estacions de metro a Tòquio (l'estació de Shibuya), on els dos mil membres de Gagaga es van col·locar poemes pintats amb tinta negra en banderes enormes. Encara que la policia va aparèixer amb bastant freqüència durant el projecte Gagaga, que va durar un parell de setmanes, i també es va convertir en un llibre pel final de l'actuació amb un èxit immediat.
Després d'aquest període, Sono va seguir la seva carrera cinematogràfica en 1998 amb una pel·lícula sobre un assassí en sèrie, Dankon: The Man, i també va participar com a protagonista, director i escriptor en el pseudo-documental Utsushimi l'any 2000, sobre tres artistes (ell mateix, un professor de Butoh, Maro Akaji i un dissenyador de moda, Arakawa Shinichiro) i la seva carrera per a fer una pel·lícula junts, com una història de comèdia romàntica.
També va participar en un petit paper com a actor en la pel·lícula i novel·la de l'adaptació de Moju tai Issunbôshi i 0cm4 llançat en 2001, una pel·lícula experimental sobre un home daltònic i com el seu món canvia bruscament i greument després d'una operació que el cura, protagonitzada per Masatoshi Nagase, qui es va convertir en un amic íntim de Sion Sono.

## Popularitat a tot el món i projectes posteriors
El 2001, Sion Sono va escriure, va dirigir i va filmar en un temps rècord de dues setmanes (i es van reunir en quatre) el que més tard es convertiria en la seva pel·lícula més reeixida fins a la data: Jisatsu Saakuru, un thriller inquietant sobre un suïcidi en massa al Japó. La pel·lícula, una vegada més s'uneixen els amics favorits de Sono; Masatoshi Nagase (de 0cm4) i Maro Akaji (d’Utsumishi),  juntament amb grans estrelles com Ryo Ishibashi i Rolly, encara que va incloure l'ús dels seus actors més desconeguts com Saya Hagiwara. Jisatsu Saakuru es va convertir en un gran èxit comercial al Japó i es va presentar també en diversos festivals de cinema, on va ser re titulat Suicide Club, (una suposada traducció literal de "saakuru" サークル, que significa "cercle", ja que els clubs a les escoles al Japó se'ls diuen cercles). Va guanyar el Premi Pionera i la majoria de les Pionera del premi de Cinema de jurat al Festival FanTasia, així com una menció especiald el jurat al 40è Festival Internacional de Cinema de Karlovy Vary.
L'escena d'obertura del Jisatsu Saakuru va ser impactant i extrema, la va fer famosa en tot el grup de fanes de terror independent, convertint-se en una pel·lícula de culte, i com a resultat va ser la primera pel·lícula de Sion Sono per a obtenir una versió oficial de DVD a l'Occident. Això el va convertir en un director popular en la comunitat de J-Horror de parla anglesa, que van començar a buscar amb interès les seves pel·lícules, quan Sono va declarar que Jisatsu Saakuru seria part d'una trilogia.
Després de l'enorme èxit que Jisatsu Saakuru va representar en la carrera de Sono com a cineasta, va decidir millorar la seva fama com a escriptor i va publicar una novel·la titulada Jisatsu Saakuru: kanzenban (Suicide Circle: L'edició completa), que va servir com una part de la història i com a seqüela de la pel·lícula. També va treballar amb el mangaka Usumaru Furuya i va llançar el manga Suïcidi Circle, que era una història completament diferent, com Sono va demanar. També va publicar diverses pel·lícules, com ara Chichi no Nichi i HAZARD, protagonitzada una vegada més per Saya Hagiwara.
El 2005 va escriure i va dirigir Yume no Naka e, que també va publicar una novel·la més tard, en l'estil de la seva primera pel·lícula Bicycle Sights, sobre la vida d'un membre d'un grup de teatre i la seva cerca per a trobar qui és.
Poques setmanes després d'això, va llançar la segona part del Jisatsu Saakuru, basada en la novel·la Kanzenban. Noriko no Shokutaku va ser dirigida i escrita també per ell, i va ser part dels dotze festivals de cinema a tot el món. Per a aquesta pel·lícula va treballar amb molts actors per primera vegada, i va prendre la història de Jisatsu Saakuru en un nivell diferent. Pels seus esforços, va rebre el Premi Quixot i un Esment Especial al Festival de Karlovy Vary.
A la fi de 2005, Sion Sono també va estrenar un projecte personal amb el famós actor Ishida Issei i la llegendària actriu Masumi Miyazaki, en el que es va convertir en el seu aclamat retorn després d'una dècada fora de la pantalla. Strange Circus (Kimyô na Sâkasu), dirigit, escrit, compost i cinematografiat per Sono, va prendre elements de la tristesa cèlebre del teatre Grand Guignol i una història de les ments de tots dos personatges, Masumi i Sono, ple d'incest, abús sexual, problemes familiars, gore, i un retorçat sentit de la realitat. La pel·lícula va participar en festivals de cinema amb un gran èxit, impulsant a Masumi i la carrera de Sono.
El 2008, va dirigir i va escriure la popular pel·lícula Ai no mukidashi, guanyant molts premis i crítiques positives en els diversos festivals de cinema d’arreu del món. El 2010 va estrenar Tsumetai Nettaigyo i el 2011 Koi no Tsumi; ots dos van ser aclamats, i li van guanyar els premis al millor director al Festival de Cinema de Yokohams i als Premis de Cinema Hochi.El 2011, Sono va ser reconegut als Estats Units amb la seva obra destacada a la sèrie de cinema Sion Sono: The New Poet presentada al Museu d'Arts i Disseny a la ciutat de Nova York.
El 2011 i el 2012, respectivament, Sono va estrenar dues pel·lícules de drama inspirades en l’ accident nuclear de Fukushima I i el terratrèmol i tsunami del Japó del 2011:  Himizu i Kibō no Kuni. Les pel·lícules van ser elogiades per la seva senzillesa i serietat en comparació amb les altres de Sono obres, i Himizu va guanyar el premi Marcello Mastroianni a la 68a Mostra Internacional de Cinema de Venècia. El 2012, Sono va editar i llançar la pel·lícula BAD FILM utilitzant imatges de la producció d'una pel·lícula underground inèdita que va rodar el 1995 i protagonitzada pel col·lectiu de performance Tokyo GAGAGA.
El 2013, va dirigir el drama d'acció Jigoku de naze warui, que va ser un èxit internacional, guanyant el People's Choice Award a la secció Midnight Madness al Festival Internacional de Cinema de Toronto de 2013, i distribuït per l'empresa nord-americana Drafthouse Films. El 2014, va dirigir Tokyo Tribes, una adaptació de musical de hip-hop del manga del mateix nom.
El 2015, es van estrenar cinc pel·lícules dirigides per Sono: Shinjuku Swan, una pel·lícula d'acció yakuza, Love & Peace, un drama fantàstic tokusatsu, Tag, una pel·lícula de terror d'acció que va ser nomenada Millor pel·lícula de l'any al FanTasia, i al Fancine Málaga, Eiga Minna! Esper Dayo!, una adaptació de la sèrie de manga de comèdia de ciència-ficció Minna! Esper Dayo! de Kiminori Wakasugi, i The Whispering Star, una pel·lícula de ciència-ficció que va guanyar el Premi NETPAC al Festival Internacional de Cinema de Toronto de 2015.
El 2016, Sono va ser un dels directors escollits per Nikkatsu per al seu projecte reboot pinku eiga, que va demanar a cinc cineastes japonesos que fessin una pel·lícula que complissin les mateixes regles que el popular softcore de pel·lícules estrenades als anys setanta. La pel·lícula de Sono, la surrealista Antiporno, va ser elogiada per la seva exploració de la sexualitat femenina i contemplacions sobre temes com la llibertat i l'addicció, el patriarcat, la cosificació sexual.
El 2017, Sono va dirigir una seqüela de Shinjuku Swan, Shinjuku Swan II. El mateix any, va escriure i dirigir una mini-sèrie de terror de 9 parts titulada Tokyo Vampire Hotel, que va ser produïda i llançada per streaming per Amazon. En diversos festivals es va mostrar un llargmetratge especial de l'espectacle de 2 hores i 22 minuts. També va fer un cameo al curtmetratge de Meisekimu Genshi Ami. exe.
El 2018, es va anunciar que Sono estava treballant en la seva primera producció a l'estranger i debut en anglès, una pel·lícula titulada Prisoners of the Ghostland, protagonitzada per Nicolas Cage, que va ser descrita per Cage. com "la pel·lícula més salvatge que he fet mai"." L'any 2019, Sono va ser hospitalitzat i es va sotmetre a una cirurgia d'urgència després d'un atac de cor, aturant temporalment la preproducció de la pel·lícula.
El 2019, Netflix va estrenar Ainaki mori de sakebe (The Forest of Love), una pel·lícula policial escrita, dirigida i coeditada per Sono, inspirada en els assassinats de l'assassí en sèrie japonès Futoshi Matsunaga. També es va estrenar una versió ampliada i en minisèrie de la pel·lícula, titulada The Forest of Love: Deep Cut. El 2020, Sono va escriure, dirigir i editar la pel·lícula Eschaa dori no akai posuto, que va seguir els esforços d'un director de cinema per completar una pel·lícula, i va guanyar el Premi Popular al Festival du nouveau cinéma.
Sono va coescriure la pel·lícula del 2022 Moshikashite, Hyūhyū, acreditada sota el pseudònim de "Takayuki Yamamoto" per ocultar la seva implicació.

## Denúncies de mala conducta sexual
El 4 d'abril de 2022, la revista femenina Shūkan Josei va informar de les acusacions de dues actrius i rumors dins de la indústria cinematogràfica japonesa que Sono ha assetjat sexualment i ha fet avenços no desitjats cap a les actrius durant anys.
Sono va publicar una declaració al seu lloc web per disculpar-se amb tots els que podria haver molestat i admetent la seva "manca de consideració i respecte als altres" com a cineasta, però va negar moltes de les acusacions i va dir que es defensaria davant dels tribunals. On May 18, 2022, Sono sued the publisher of Shūkan Josei for damages.
Sono Sion i Shūkan Josei van arribar a un acord l'1 de febrer de 2024, en què Shuukan Josei va acceptar suprimir dos articles de l'abril de 2022 que originalment van fer les al·legacions.

## Filmografia
La filmografia de Sion Sono inclou:
| any  | Títol                                               | Distribuïdor                                                                                       | Acreditat com | Acreditat com | Acreditat com | Notes                                                                              | Ref.   |
| any  | Títol                                               | Distribuïdor                                                                                       | Director      | Guionista     | Actor         | Notes                                                                              | Ref.   |
| ---- | --------------------------------------------------- | -------------------------------------------------------------------------------------------------- | ------------- | ------------- | ------------- | ---------------------------------------------------------------------------------- | ------ |
| 1986 | A Man's Flower Road                                 | | Sí            | Sí            | Sí            |                                                                                    |        |
| 1986 | Happiness Avenue                                    | | No            | No            | Sí            |                                                                                    |        |
| 1988 | Decisive Match! Boys Dorm vs Girls Dorm             | | Sí            | Sí            | Sí            |                                                                                    |        |
| 1990 | Jitensha Toiki                                      | | Sí            | Sí            | Sí            | Coescrit amb Hisashi Saito.                                                        |        |
| 1991 | Kirai... Janaiyo                                    | | No            | No            | Sí            |                                                                                    |        |
| 1992 | Heya (The Room)                                     | | Sí            | Sí            | No            |                                                                                    |        |
| 1994 | Otaku                                               | | No            | No            | Sí            |                                                                                    |        |
| 1997 | Keiko Desukedo (I Am Keiko)                         | | Sí            | Sí            | No            |                                                                                    |        |
| 1998 | Dankon: The Man                                     | | Sí            | Sí            | No            |                                                                                    |        |
| 1999 | Kōshoku Fūfu: Susutte Hoshii                        | | No            | No            | Sí            |                                                                                    |        |
| 2000 | Moju tai Issunbôshi                                 | Teruo Ishii Productions, Slow Learner (Japó), Eleven Arts (USA)                                    | No            | No            | Sí            |                                                                                    |        |
| 2000 | Seigi no tatsujin: Nyotai tsubo saguri              | | Sí            | Sí            | Sí            |                                                                                    |        |
| 2000 | Utsushimi                                           | | Sí            | Sí            | Sí            | Acreditat com a director de fotografia.                                            |        |
| 2001 | Jisatsu Saakuru                                     | Earthrise (Japan), TLA Releasing                                                                   | Sí            | Sí            | No            |                                                                                    |        |
| 2004 | Nō-pantsu gāruzu: Movie box-ing2 : Otona ni Nattara | | Sí            | Sí            | No            | Anthology series.                                                                  |        |
| 2005 | Yume no Naka e                                      | | Sí            | Sí            | No            |                                                                                    |        |
| 2005 | Noriko no Shokutaku                                 | Eleven Arts (global), Tidepoint Pictures                                                           | Sí            | Sí            | No            |                                                                                    |        |
| 2005 | Hazard                                              | Evokative Films, Eleven Arts                                                                       | Sí            | Sí            | Sí            | Amb Kazuyoshi Kumakiri com a guionista ajudant. També cameo.                       |        |
| 2005 | Kimyō na sākasu                                     | | Sí            | Sí            | No            | Acreditat com a composer, director de fotografia.                                  |        |
| 2006 | Balloon Club Revisited                              | | Sí            | Sí            | No            |                                                                                    |        |
| 2006 | Damejin                                             | | No            | No            | Sí            |                                                                                    |        |
| 2007 | Exte                                                | Toei Company                                                                                       | Sí            | Sí            | No            | Guió amb Masaki Adachi, Makoto Sanada.                                             |        |
| 2007 | The Insects Unlisted in the Encyclopedia            | | No            | No            | Sí            | Acreditat com a compositor.                                                        |        |
| 2008 | Ai no mukidashi                                     | Omega Project                                                                                      | Sí            | Sí            | No            |                                                                                    |        |
| 2008 | Tokyo Gore Police                                   | | No            | No            | Sí            |                                                                                    |        |
| 2009 | Chanto tsutaeru                                     | | Sí            | Sí            | No            |                                                                                    |        |
| 2009 | Make the Last Wish                                  | | Sí            | Sí            | Sí            | Cameo.                                                                             |        |
| 2010 | Tsumetai Nettaigyo                                  | | Sí            | Sí            | No            | Coescrit amb Yoshiki Takahashi.                                                    |        |
| 2011 | Himizu                                              | Gaga                                                                                               | Sí            | Sí            | No            |                                                                                    |        |
| 2011 | Kibō no Kuni                                        | | Sí            | Sí            | No            | Història de Mizue Kunizane.                                                        |        |
| 2012 | Kibō no Kuni                                        | | Sí            | Sí            | No            |                                                                                    |        |
| 2012 | Bad Film                                            | | Sí            | Sí            | Sí            | Acreditat com a editor. Rodada el 1995, estrenada el 2012.                         |        |
| 2013 | Jigoku de naze warui                                | Drafthouse Films (USA)                                                                             | Sí            | Sí            | No            | Acreditat com a compositor.                                                        |        |
| 2014 | Tokyo Tribe                                         | Nikkatsu                                                                                           | Sí            | Sí            | Sí            | Cameo.                                                                             |        |
| 2015 | Shinjuku Swan                                       | Sony Pictures Entertainment                                                                        | Sí            | No            | No            |                                                                                    |        |
| 2015 | Love & Peace                                        | Asmik Ace Entertainment                                                                            | Sí            | Sí            | No            |                                                                                    |        |
| 2015 | Tag                                                 | Shochiku, Asmik Ace Entertainment, Universal Pictures Japan (via NBCUniversal Entertainment Japan) | Sí            | Sí            | No            |                                                                                    |        |
| 2015 | Eiga Minna! Esper Dayo!                             | Gaga                                                                                               | Sí            | Sí            | No            |                                                                                    |        |
| 2015 | The Whispering Star                                 | | Sí            | Sí            | No            | Acreditat com a productor.                                                         |        |
| 2016 | Antiporno                                           | Nikkatsu                                                                                           | Sí            | Sí            | No            | Acreditat com a productor.                                                         |        |
| 2017 | Tokyo Vampire Hotel                                 | Amazon Video                                                                                       | Sí            | Sí            | No            |                                                                                    |        |
| 2017 | Shinjuku Swan II                                    | | Sí            | No            | No            |                                                                                    |        |
| 2018 | Red Blade                                           | | No            | Sí            | No            | Guió de Toshiki Kimura (com Ichirô Ryû), història de Sion Sono (com a Shion Sono). |        |
| 2019 | Ainaki mori de sakebe                               | Netflix                                                                                            | Sí            | Sí            | No            |                                                                                    |        |
| 2020 | State of Emergency                                  | Amazon Studios                                                                                     | Sí            | No            | No            | Sèrie d’antologia.                                                                 | [ 41 ] |
| 2020 | Red Post on Escher Street                           | | Sí            | Sí            | No            | Acreditat com a editor (com a Shion Sono).                                         |        |
| 2021 | Prisoners of the Ghostland                          | RLJE Films                                                                                         | Sí            | No            | No            | Primera pel·lícula en anglès                                                       | [ 42 ] |

## Premis
Sono va rebre els següents premis per les seves pel·lícules:
- 2003: FanTasia - Pel·lícula més innovadora i Premi Fantasia Ground-Breaker ("Jisatsu Saakuru")
- 2005: Festival Internacional de Cinema de Karlovy Vary – Premi Don Quijote i Menció Especial (Noriko no Shokutaku)
- 2006: Festival Internacional de Cinema de Berlín - Jurat de Lectors del "Berliner Zeitung" (Kimyō na sākasu)
- 2007: Austin Fantastic Fest - Millor pel·lícula (Exte)
- 2009: Festival Internacional de Cinema de Berlín – Premi FIPRESCI i Premi Caligari Film (Tsumetai Nettaigyo)
- 2009: Fant-Asia Film Festival - Millor pel·lícula asiàtica, pel·lícula més innovadora i premi especial del jurat ("Tsumetai Nettaigyo")
- 2010: Premis de Cinema Mainichi - Millor director ("Tsumetai Nettaigyo")
- 2015: FanTasia – Premi Cheval Noir a la millor pel·lícula (Tag)[43]
- 2015: FanTasia – Menció especial per la seva creativa, sorprenent i monumental seqüència de morts d'obertura (Tag)[43]
- 2015: FanTasia –p remi del públic a la millor pel·lícula asiàtica (Love and Peace)[43]
- 2015: Festival Internacional de Cinema de Toronto – Premi NETPAC a l'estrena mundial o internacional de cinema asiàtic (The Whispering Star)[44]

Sono també va rebre les següents nominacions per les seves pel·lícules:
- 2005: Festival Internacional de Cinema de Karlovy Vary – Globus de Cristall (Noriko no Shokutaku)
- 2009: Asia Pacific Screen Awards – Assoliment en la direcció (Tsumetai Nettaigyo)
- 2010: Asian Film Awards – Millor director (Tsumetai Nettaigyo)[45]